# Setoppia fortis
Setoppia fortis är en kvalsterart som först beskrevs av Balogh och Sandór Mahunka 1966.  Setoppia fortis ingår i släktet Setoppia och familjen Oppiidae. Inga underarter finns listade i Catalogue of Life.